# 成宮寬貴
平宮博重（日語：／ Narimiya Hiroki，1982年9月14日—，舊藝名成宮寬貴），前日本男演員，出生於東京都新宿區，前所屬經紀公司為Top Coat，以「成宮寬貴」之名出道。身高172cm，體重60kg，血型A型。於2016年12月宣布引退搬至歐洲，現已搬回日本居住，2024年底宣佈以本名「平宮博重」重回演藝圈。

## 人物
- 自幼出身於單親家庭，和母親、弟弟一起生活。但14歲時母親去世，之後便跟當時年僅6歲的弟弟與年邁的外婆相依為命，15歲時為了打工養家而輟學。代父母職養育弟弟，在弟弟還小時會做便當讓弟弟帶去學校。
- 第一份工作是在天草搬家公司打工，為了得到公司認同，一個人獨自抬起一台冰箱。在搬家公司打工期間跟弟弟住在公司宿舍，因為家貧，只能以瓦楞紙充當電視機。
- 出道前輾轉在不同的地方打工，在義大利餐廳工作時，因為學歷問題對於未來非常苦惱之時，無意間聽說舞台劇甄選一事，後在三百多人中脫穎而出，順利演出宮本亞門的舞台劇，後被經紀公司Top Coat相中簽約，正式出道 (2000年)。出道後仍在持續打工，直到出演《我miss係大佬》時才辭去所有打工工作。
- 在貼身取材的紀錄片節目《情熱大陸》中，曾說過小學時遭受霸凌暴力，還被打到到口腔出血的往事，當時母親對他說「人要和自己戰鬥」，所以仍堅持每天去上學。到中學時因為害怕被再度被霸凌，便隨波逐流的隱藏起真實的自己。
- 一直對於公眾人物的身份感到不適應，直到2015年上談話節目《A-STUDIO》時仍懷疑自己「是否適合這份不得不暴露在人前的工作」，曾表示出道多年仍沒法在很多人面前好好說話，演戲時卻沒此問題。
- 妻夫木聰上節目時表示，拍攝《橙色歲月》時，主要演員感情極好，他和柴咲幸、瑛太、白石美帆曾一起在自己家以及成宮寬貴家過夜，五個人擠在單人床上睡了一晚的趣事。事後成宮提及此事覺得非常不好意思，因為當時的家是個僅有6坪大簡陋小房間。
- 《情熱大陸》中，被問及替當時仍是國中生的弟弟付學費一事，年僅21歲的他認為「很普通啊，雖然一般來說好像不太普通，但對我來說很普通。」
- 19歲在節目《世界ウルルン滯在記》談到家庭，表示「因為我的家裡只有弟弟和外婆，與其說家是避風港、為了避難而回家，不如說是必須去保護他們。」
- 曾在雜誌採訪問及對他而言最珍貴的物品是什麼時，他回答「弟弟送的手錶，雖然很俗，也不會拿起來戴。」
- 2015年上談話性節目《A-STUDIO》時，節目組訪問了成宮寬貴的弟弟，弟弟最初考上了一所偏差值較低的大學，成宮寬貴因為自己國中畢業就出去工作了，知道日本社會仍看重學歷，他覺得進入這間大學，不會讓弟弟變得幸福，於是拜託弟弟重考一年。而弟弟也很爭氣，考上東京理科大學，之後進入知名企業工作。
- 弟弟結婚時寫了一封信給哥哥，卻沒有機會傳達，於是便將此信交給《A-STUDIO》主持人笑福亭鶴瓶，笑福亭鶴瓶選擇在節目最後環節，唸出這封他自己也沒看過的信，唸的過程更一度哽咽。信中寫道：「在媽媽的葬禮上，哥哥對著一直哭泣的我說：『至少在最後忍耐一下吧，不然媽媽會擔心得無法休息喔，現在開始，我們兩人一起加油吧！』哥哥強忍住淚水、緊緊握住我的手的畫面，直到現在仍然深刻烙印在我腦海⋯⋯哥哥對我而言，如同爸爸、如同媽媽，嚴格地、溫柔地將我一手帶大。多虧如此，我才能安然地走到現在。哥哥如同理所當然地，犧牲了自己的青春，就為了把我這個弟弟帶大，這份恩情，一句感謝是無法表達的。」

## 引退
- 2016年12月2日，成宮被友人向週刊《FRIDAY》爆料吸食毒品。
- 2016年12月7日，所屬事務所TOP COAT表示，報導發表隔日，成宮寬貴便進行了尿檢。全程由律師在場、到法定機關檢驗出的驗尿報告，結果為陰性。
- 2016年12月9日，成宮透過事務所TOP COAT發表手寫聲明，宣布引退。事務所亦另發聲明，透露曾向成宮問話及進行藥物鑑定，都找不到他沾毒的證據，在商討今後方針時，成宮本人提出了引退聲明，事務所非常吃驚，但因本人心意堅定，最終接受其決定。據日媒報導，成宮寬貴要付相關違約金高達一億日幣。
- 2016年12月11日，一名與成宮寬貴的18年友人因聯絡不上本人，擔心之下決定接受日本電視媒體訪問向他喊話[1]。該名友人表示兩人在義大利餐廳工作時認識，至今已有18年交情。在吸毒醜聞爆發隔日就與成宮寬貴取得聯繫，當時成宮寬貴便透露「再累卻都無法入眠，只要一睡著就會做惡夢」，同時友人也詢問成宮寬貴吸毒一事，成宮寬貴以「怎麼可能，我自己都不清楚怎麼回事」回應，兩人通話時成宮寬貴正應事務所要求，在律師見證下驗尿。他說，當時成宮寬貴的一句話讓他非常在意：「現在還有其他不得不做的事情」但是並未說明是何事，友人認為他指的就是引退一事。然而，在發布引退宣言之後，成宮寬貴便不再回覆該名好友的訊息，行蹤絲毫不對外透露。友人表示，成宮寬貴很可能是出於不想再帶給他人困擾，尤其是弟弟，而決定引退。
- 2016年12月15日，《週刊文春》報導指出，當初向《FRIDAY》爆料的友人也曾聯繫過該雜誌並要求索取高額爆料費，在《FRIDAY》刊出後，持續聯繫《週刊文春》並說有更多照片，更向該雜誌開價100萬日幣。最終《週刊文春》考量爆料內容真實性有待質疑，未有向該友人購買。
- 2017年日媒調查「最希望他復歸藝能界的藝人」，成宮寬貴以45.0％壓倒性票數登上首位，第二名為同年因閃婚退出的堀北真希（29.0％）。
- 2018年開始已證實定居歐洲，並開始了新的工作。雖然引退後回歸傳聞不斷，本人一概沒有證實，亦沒有回歸跡象。

### 手寫引退聲明全文
整件事情發生的原因我全部都知道是因我而起。我被打從心底信賴的朋友背叛了，落入數人所設計的圈套當中。
對於從事這份工作的人，絕不想讓他人知道的性向問題也被放大檢視，此後錯誤的報導也會不斷擴散，這讓我被無法言喻的不安、恐懼與絕望感壓垮了。
一想到往後自己的隱私會因他人的惡意而被曝光於世間，我實在無法再忍受下去，很想立刻就從演藝圈中消失。
想到今後要繼續站在演藝圈這個舞台上工作，又不造成相關人士及周遭人士的困擾，我只有盡早離開演藝圈的這個方法了。
將原本什麼都不是的我，培養到現在的各位相關人士，真的很感謝你們。
一直支持著我的粉絲，也請原諒我以這樣的方式離開，真的很抱歉，另外，也很謝謝你們。
2016.12.8　成宮寛貴

## 作品

### 電視劇
| 年份        | 劇名                                         | 劇名                        | 角色                                  | 集數 | 電視台                          | 備註                                                            |
| 年份        | 譯名                                         | 原名                        | 角色                                  | 集數 | 電視台                          | 備註                                                            |
| ----------- | -------------------------------------------- | --------------------------- | ------------------------------------- | --- | ------------------------------- | --------------------------------------------------------------- |
| 2001        | 金田一少年事件簿                             | 金田一少年の事件簿          | 斑目揚羽 [客串]                       | 第四、五話 （2001年8月4日 - 11日） | 日本電視台                      |                                                                 |
| 2002        | 木更津貓眼                                   | 木更津貓眼                  | 佐佐木純                              | 全九回 （2002年1月18日 - 3月15日） | TBS                             |                                                                 |
| 2002        | 上班族金太郎3                                | サラリーマン金太郎3         | 丸山 [客串]                           | 第三話 （2002年1月20日） | TBS                             |                                                                 |
| 2002        | 利家與松                                     | 利家與松                    | 前田利政 [客串]                       | 一回 （2002年1月） | NHK                             | 大河劇                                                          |
| 2002        | 極道鮮師 (第1季)                             | ごくせん1                   | 野田猛                                | 全十二回 （2002年4月17日 - 7月3日） | 日本電視台                      |                                                                 |
| 2002        | 超V.I.P.-幸運之門-                           | フォーチュンの扉 / 超V.I.P. | 南条拓哉 [客串]                       | 第四話 （2002年7月） | 富士電視台                      |                                                                 |
| 2002        | 少年們3                                      | 少年たち3                   | 海野友紀                              | 全5回 （2002年8月19日 - 9月9日） | NHK                             | NHK星期一電視劇系列                                             |
| 2002        |                                              | オカンは宇宙を支配する      | 鎌田ツヨシ [主演]                     | 全一回 （2002年9月23日） | フジテレビ (富士電視台)         | 富士電視台年輕人劇本大獎                                        |
| 2002        |                                              | 成りあがり                  | 齊木昌弘                              | 全一回 （2002年11月23日） | フジテレビ (富士電視台)         |                                                                 |
| 2002        | 新高校教師                                   | 高校教師                    | 上谷悠次                              | 全11回 （2003年1月10日 - 3月21日） | フジテレビ (富士電視台)         |                                                                 |
| 2003        | 極道鮮師特別篇 再見3年D組…久美子眼淚的畢業禮 | 極道鮮師                    | 野田猛                                | 全一回 （2003年3月26日） | 日本電視台                      |                                                                 |
| 2003        | Stand UP!!                                   |                             | 宇田川隼人                            | 全十一回 （2003年7月4日 - 9月12日） | TBS                             |                                                                 |
| 2003        | 68FILMS 美少年Hi!                            | 68FILMS 美少年Hi!           | [主演]                                | 第9話「恋する梅干し」 （2003年8月16日） | BS-i．BS富士                    |                                                                 |
| 2003        | 微笑日記                                     |                             | 青年[客串]                            | 全二回 （2003年9月26 - 27日） | NHK總合                         |                                                                 |
| 2003        | 圈套3                                        |                             | 岸本誠一                              | 第九、十話 「エピソード5・〜最終章〜念で物を生み出す女」 （2003年10月16日 - 12月18日） | 朝日電視台                      |                                                                 |
| 2004        | 毛骨悚然撞鬼經驗                             |                             | 孝治[主演]                            | 「さがしもの」 （2004年1月7日） | フジテレビ (富士電視台)         |                                                                 |
| 2004        | 亂步R                                        |                             | 伊志田優二[客串]                      | 第3話 （2004年1月26日） | 日本電視台                      |                                                                 |
| 2004        | Orange Days                                  |                             | 相田翔平                              | 全十一回 （2004年4月11日 - 6月20日） | TBS                             |                                                                 |
| 2004        | Stand up                                     |                             | 相田翔平                              | 全十一回 （2004年4月11日 - 6月20日） | TBS                             |                                                                 |
| 2005        | M的悲劇                                      |                             | 下柳晃一                              | 全十回 （2005年1月16日 - 3月20日） | TBS                             |                                                                 |
| 2005        | 現在，很想見你 （藉著雨點說愛你）            |                             | 秋穂巧[主演]                          | 全十回 （2005年7月3日 - 9月18日） | TBS                             |                                                                 |
| 2005        | 愛之歌                                       |                             | 柳沼佑介                              | 全十回 （2005年10月12日 - 12月14日） | 日本電視台                      |                                                                 |
| 2005        | 女之一代記 (天之驕女)                        |                             | 石山季彦                              | 第三夜 「惡女的一生～和戲劇結婚的女演員 杉村春子的生涯～」 （悪女の一生～芝居と結婚した女優 杉村春子の生涯～） （2005年11月26日）                                                                                     | フジテレビ (富士電視台)         |                                                                 |
| 2006        | 功名十字路                                   |                             | 豊臣秀次                              | 全四十九回 （2006年1月） | NHK                             | 大河劇                                                          |
| 2006        | 西遊記                                       |                             | 修周（鶏肖魔人）[客串]                | 第六巻 （2006年2月13日） | フジテレビ (富士電視台)         |                                                                 |
| 2006        | 我可以活下去嗎？盛開向日葵的家               |                             | 菅原晴一郎                            | 全一回 （2006年3月3日） | フジテレビ (富士電視台)         |                                                                 |
| 2006        | 當按下開關時                                 |                             | 南洋平[主演]                          | 全十回 （2006年7月20日 - 9月22日） | 毎日放送(MBS) / Gyao            |                                                                 |
| 2007        | 金田一耕助 惡魔吹著笛子來                    |                             | 三島東太郎                            | 全一回 （2007年1月5日） | フジテレビ (富士電視台)         |                                                                 |
| 2007        | 華麗一族～豪門世家生死鬥                     |                             | 一之瀬四四彦                          | 全十回 （2007年1月14日 - 3月18日） | TBS                             |                                                                 |
| 2007        | 台灣歌姬·鄧麗君                              |                             | 鄧長禧（鄧麗君弟弟）                  | 全一回 （2007年6月2日） | 朝日電視台                      |                                                                 |
| 2007        | 壽司王子                                     |                             | 一柳洋                                | 全八回 （2007年7月27日 - 9月14日） | 朝日電視台                      |                                                                 |
| 2007        |                                              |                             | 吉田政二                              | 第3弾 「はだしのゲン」 (赤腳的小元) （2007年8月10・11日） | フジテレビ (富士電視台)         |                                                                 |
| 2007        | 老公真命苦                                   |                             | 川瀬光充                              | 全十回 （2007年10月16日 - 12月18日） | フジテレビ (富士電視台)         |                                                                 |
| 2008        | 蜂蜜幸運草                                   |                             | 森田忍                                | 全十一回 （2008年1月8日 - 3月18日） | フジテレビ (富士電視台)         |                                                                 |
| 2008        | 幸福的味道                                   |                             | 田尾哲也[主演]                        | 全一回 （2008年9月6日 [香港]） （2009年3月26日 [日本]） | NHK・香港電台                   | 港日共同制作單元劇                                              |
| 2008        |                                              |                             | 本島桂一（少尉：第69振武隊 特攻隊員） | 第5彈 『なでしこ隊〜少女達だけが見た特攻隊・封印された23日間〜』（2008年9月20日） | フジテレビ (富士電視台)         |                                                                 |
| 2008        | 天才駭客F (Bloody Monday)                    |                             | J（神崎潤）[特別出演]                 | 全十一回 （2008年10月11日 - 12月20日） | TBS                             |                                                                 |
| 2008        | Innocent Love                                |                             | 瀬川昴                                | 全十回 （2008年10月20日 - 12月22日） | フジテレビ (富士電視台)         |                                                                 |
| 2009        | 誰都不能保護                                 |                             | 中原孝二[客串]                        | 全一回 （2009年1月24日） | フジテレビ (富士電視台)         |                                                                 |
| 2009        |                                              |                             |                                       | 全一回 （2009年3月15日） | フジテレビ (富士電視台)         |                                                                 |
| 2009        |                                              |                             |                                       | 全一回 （2009年3月18日） | 日本電視台                      |                                                                 |
| 2009        | 電視審判秀                                   |                             | 宮本健治[客串]                        | 第3話 （2009年5月2日） | 日本電視台                      |                                                                 |
| 2009        |                                              |                             | 三条大輔                              | 全一回 （2009年5月5日） | NHK                             |                                                                 |
| 2009        | 驚慄都市傳說                                 |                             | 佐伯武彦[主演]                        | 「フクロウ男」 （貓頭鷹男） （2009年7月26日） | WOWOW                           |                                                                 |
| 2009        | 戰場之歌                                     |                             | 植木信吉                              | 全一回 （2009年9月12日） | フジテレビ (富士電視台)         |                                                                 |
| 2009        | 東京DOGS                                     |                             | 棚島秀夫[客串]                        | 第一話 （2009年10月19日） | フジテレビ (富士電視台)         |                                                                 |
| 2009        | 新聞快報已誤報                               |                             | 小林亮平[主演]                        | 全十回 （2009年11月18日 - 2010年4月21日) | フジテレビNEXT (富士電視台NEXT) | 富士電視台NEXT收費電視台開局紀念劇                              |
| 2010        | W的悲劇                                      |                             | 和辻卓夫                              | 全一回 （2010年1月11日） | TBS                             |                                                                 |
| 2010        | 天才駭客F 第二季 (Bloody Monday 2)           |                             | J（神崎潤）                           | 全九回 （2010年1月23日 - 3月20日) | TBS                             |                                                                 |
| 2010        | BUNGO日本文學劇場 高瀨舟                     |                             | 喜助[主演]                            | 全一回 （2010年2月23日） | TBS                             |                                                                 |
| 2010        | 不良仔與眼鏡妹                               |                             | 品川大地[主演]                        | 全十回 （2010年4月23日 - 6月25日) | フジテレビ (富士電視台)         | 連續劇初單獨主演                                                |
| 2010        | 獸醫杜立德                                   |                             | 花菱優                                | 全九回 （2010年10月17日 - 12月19日) | TBS                             |                                                                 |
| 2011        | TARO之塔                                     |                             | 堀口茂治                              | 第一回 （2011年2月26日 - 4月2日) | NHK                             |                                                                 |
| 2011        | 風之少年～尾崎豐 永遠的傳說～                |                             | 尾崎豊[主演]                          | 全一回 （2011年3月21日） | フジテレビ (富士電視台)         | 尾崎豊20thメモリアルイヤーズ特別記念、 BSジャパン開局10周年記念 |
| 2011        | 最後的晚餐〜刑事・遠野一行與七名嫌疑犯〜     |                             | 八木沢鷹彦                            | 全一回 （2011年5月14日） | 朝日電視台                      |                                                                 |
| 2011        | 太陽會再升起(<刑事・遠野一行>續篇)           |                             | 八木沢鷹彦[特別出演]                  | 第一回、最終回 （2011年7月21日 - 9月15日) | 朝日電視台                      |                                                                 |
| 2012        | 再也不誘拐了                                 |                             | 山部勢司                              | 全一回 （2012年1月3日） | 朝日電視台                      |                                                                 |
| 2012        | 小梅醫生                                     |                             | 吉岡智司 [客串]                       | 本篇：1、2、4、5、7、11、17、18、35、45～47、156【1、7、35、45、46、5、11、18、47（回憶劇情），156（僅聲出演）】 総集編SP：前篇「あたらしい朝が来た」、後篇「上を向いて歩こう」（僅聲出演） （2012年4月2日 - 9月29日) | NHK                             | NHK晨間劇                                                       |
| 2012        | 向陽之樹                                     |                             | 手塚良庵 [主演]                       | 全十二回 （2012年4月6日 - 6月22日) | NHK                             |                                                                 |
| 2012        | 一休和尚                                     |                             | 蜷川新右衛門                          | 全一回 （2012年6月30日） | フジテレビ (富士電視台)         |                                                                 |
| 2012 - 2013 | 相棒 Season 11                               |                             | 甲斐享[主演]                          | 全十九回 （2012年10月10日 - 2013年3月20日) | 朝日電視台                      |                                                                 |
| 2013        | 一休和尚                                     |                             | 蜷川新右衛門                          | 全一回 （2013年5月5日） | フジテレビ (富士電視台)         |                                                                 |
| 2013        | 黑百合公寓～序章                             |                             | 笹原忍[客串]                          | 第7話 （2013年5月21日） | TBS                             |                                                                 |
| 2013 - 2014 | 相棒 Season 12                               |                             | 甲斐享[主演]                          | 全十九回 （2013年10月16日 - 2014年3月19日) | 朝日電視台                      |                                                                 |
| 2014        | 金田一少年事件簿-獄門塾殺人事件              |                             | 赤尾一葉 (高遠遙一)                   | 全一回 （2014年1月4日） | フジテレビ (富士電視台)         |                                                                 |
| 2014        | 金田一少年事件簿N(neo)                       |                             | 高遠遙一[特別出演]                    | 第五、六、八、九回 （2014年8月16・23日・9月13日・20日) | フジテレビ (富士電視台)         |                                                                 |
| 2014 - 2015 | 相棒 Season 13                               |                             | 甲斐享[主演]                          | 全十九回 （2014年10月15日 - 2015年3月18日) | 朝日電視台                      |                                                                 |
| 2015        | 江戶盜賊團．雙雄                             |                             | 甚三郎                                | 全五回 （2015年6月13日 - 7月11日) | WOWOW                           |                                                                 |
| 2015        | 花咲舞無法沉默2                              |                             | 松木啓介                              | 共四回 (第2、3、5、7話) （2015年7月15日 - 9月16日) | フジテレビ (富士電視台)         |                                                                 |
| 2015        | 37.5℃的眼淚                                  |                             | 朝比奈元春                            | 全十回 （2015年7月9日 - 9月17日) | TBS                             |                                                                 |
| 2015        | 與妻共飛的特攻兵                             |                             | 山内節夫                              | 全一回 （2015年8月16日） | 朝日電視台                      |                                                                 |
| 2016        | 怪盜偵探 山貓                                |                             | 勝村英男                              | 全十回 （2016年1月16日 - 3月19日) | フジテレビ (富士電視台)         |                                                                 |
| 2016        | 大奧 嬪妃傳                                  |                             | 徳川家斉                              | 全兩回 「第一部〜最凶の女〜」 「第二部〜悲劇の姉妹〜」 （2016年1月22日・29日) | フジテレビ (富士電視台)         |                                                                 |
| 2016        | 臨床犯罪學者火村英生的推理                   |                             | 勝村英男[特別出演]                    | 第六回 （2016年2月21日） | フジテレビ (富士電視台)         |                                                                 |
| 2016        | 不愉快的果實                                 |                             | 野村健吾                              | 共七回（第1、2、3、7話） （2016年4月29日 - 6月10日) | 朝日電視台(EX new)              |                                                                 |
| 2016        | 世界奇妙物語                                 |                             | 椎名毅[主演]                          | 全一回 「貼られる!」 （2016年10月8日） | フジテレビ (富士電視台)         |                                                                 |
| 2016        | IQ246～華麗事件簿～                          |                             | 千代能光一                            | 第五集 （2016年11月13日） | TBS电视台                       |                                                                 |
| 2017        | 相棒 Season 15                               |                             | 甲斐享（回憶片段）                    | 第18回（最終回） （2017年日) | 朝日電視台                      |                                                                 |
| 2018        | 相棒 Season 17                               |                             | 甲斐享（回憶片段）                    | 第一、二回 （2018年) | 朝日電視台                      |                                                                 |

### 手機網絡劇
| 年份 | 劇名                       | 劇名 | 角色                   | 集數                                                              | 電視台 | 備註 |
| 年份 | 譯名                       | 原名 | 角色                   | 集數                                                              | 電視台 | 備註 |
| ---- | -------------------------- | ---- | ---------------------- | ----------------------------------------------------------------- | ------ | ---- |
| 2009 | Sweet Room                 |      | 攝影師[主演]           | 第一回 「ラスト・ラブ（Last Love -最後的愛-）」 （2009年8月1日）  | BeeTV  |      |
| 2011 | 派對結束-戀人未滿的五段情- |      | 戶川夕火 / 星城 [主演] | Episode1 「染められたい」 （想被染色） （2011年2月1日 - 2月17日） | BeeTV  |      |
| 2011 | 相棒 -劇場版III- 序章      |      | 甲斐享[主演]           | （2014年3月29日 - 4月19日）                                       |        |      |

### 電影
| 年份 | 劇名                                                            | 劇名         | 角色                         | 上映日期           | 備註                 |
| 年份 | 譯名                                                            | 原名         | 角色                         | 上映日期           | 備註                 |
| ---- | --------------------------------------------------------------- | ------------ | ---------------------------- | ------------------ | -------------------- |
| 2001 | 溺水的魚                                                        |              | 渋沢泰人                     | 2001年2月3日上映   |                      |
| 2001 |                                                                 |              | 森公介                       | 2001年6月23日上映  |                      |
| 2003 | 情人的吻                                                        |              | 藤井朋章                     | 2003年1月25日上映  |                      |
| 2003 | 百人斬少女阿莫                                                  |              | 浮羽                         | 2003年9月27日上映  |                      |
| 2003 | 想要你的身體                                                    |              | 萩原                         | 2003年9月27日上映  |                      |
| 2004 | 深呼吸的必要                                                    | 深呼吸の必要 | 西村大輔                     | 2004年5月29日上映  |                      |
| 2004 | 下弦之月呼喚愛                                                  |              | 安西知己 [主演]              | 2004年10月9日上映  |                      |
| 2005 | NANA                                                            |              | 寺島伸夫                     | 2005年9月3日上映   |                      |
| 2005 | 亂步地獄「鏡地獄」                                              |              | 齋透 [主演]                  | 2005年11月5日上映  |                      |
| 2005 | 5號偵探事務所 [劇場版 (上)]「偵探591 〜樂園 Paradise〜」        |              | 偵探591（小林雄義）[主演]    | 2005年11月26日上映 |                      |
| 2005 | 5號偵探事務所 [劇場版 (下)]「偵探522 〜失樂園 Paradise Lost〜」 |              | 偵探591（小林雄義）[主演]    | 2005年11月26日上映 |                      |
| 2005 | 翡翠森林狼與羊                                                  |              | 羊咩 [配音]                  | 2005年12月10日上映 |                      |
| 2006 | Bandage                                                         |              | [主演]                       | 原定 2006 年上映   | 因電影企劃終止而告吹 |
| 2006 | 秋葉原@DEEP                                                     |              | PAGE (阿頁) [主演]           | 2006年9月2日上映   |                      |
| 2006 | 椿山課長的那七天                                                |              | 竹內弘實                     | 2006年11月18日上映 |                      |
| 2006 | NANA 2                                                          |              | 寺島伸夫                     | 2006年12月9日上映  |                      |
| 2007 | 惡女花魁                                                        |              | 惣次郎                       | 2007年2月24日上映  |                      |
| 2007 | 非關正義 [電影版]                                               |              | 戶田                         | 2007年3月17日上映  |                      |
| 2009 | 六宅一生                                                        |              | 栗野健治[主演]               | 2009年2月7日上映   |                      |
| 2009 | HALFWAY                                                         |              | 高梨先生                     | 2009年2月21日上映  |                      |
| 2009 | 剽悍少年Drop （暴力隻揪王）                                     |              | 信濃川ヒロシ(信濃川裕)[主演] | 2009年3月20日上映  |                      |
| 2009 | 人體密碼 （<探偵事務所5>系列）                                  |              | 探偵591 (小林雄義)           | 2009年5月9日上映   |                      |
| 2009 | 極道鮮師電影版                                                  |              | 野田猛                       | 2009年7月11日上映  |                      |
| 2009 | 藍太平洋物語「甘菊之翼」                                        |              | [主演]                       | 2009年8月1日上映   |                      |
| 2010 | 談判尤物電影版：腦戰一萬呎高空                                  |              | 沢木秀二                     | 2010年2月11日上映  |                      |
| 2010 | 孤高的手術刀                                                    |              | 中村弘平                     | 2010年6月5日上映   |                      |
| 2010 | 笨蛋                                                            |              | 大須秀成[主演]               | 2010年12月18日上映 |                      |
| 2011 | 漫才流氓                                                        |              | [客串]                       | 2011年3月19日上映  |                      |
| 2012 | 逆轉裁判                                                        |              | 成步堂龍一[主演]             | 2012年2月11日上映  |                      |
| 2012 | 傀儡之城                                                        |              | 酒巻靱負                     | 2012年11月2日上映  |                      |
| 2013 | 黑百合公寓                                                      |              | 笹原忍[主演]                 | 2013年5月18日上映  |                      |
| 2014 | 相棒劇場版III                                                   |              | 甲斐享                       | 2014年4月26日      |                      |
| 2016 | 暗殺教室電影版—卒業篇                                           |              | 柳澤誇太郎                   | 2016年3月25日      |                      |

### 舞台劇
- 2000年 《即將滅亡的人類 所謂愛的本質是…》- 飾演‧Kane
- 2001年 《哈姆雷特》- 飾演‧福丁布拉 （Fortinbras）
- 2003年 《黃昏》 飾演‧Billy Ray
- 2004年 《浪人街》- 飾演‧有村一馬
- 2004年 《女經理麥爾維爾》- 飾演‧Karel
- 2004年 《皆大歡喜》（As You Like It）- 飾演‧羅薩琳
- 2005年 《KITCHEN》- 飾演‧Peter
- 2006年9月 《魔界轉生》 - 飾演‧天草四郎
- 2007年 《皆大歡喜》（As You Like It）- 飾演‧羅薩琳
- 2010年 《灼熱的太陽》- 飾演‧Dimitri (Mitya)
- 2014年 《太陽2068》- 飾演‧森重富士太

### 廣告
- J-PHONE（2002年）
- ハウス食品

「小餐館廚師」（2003年）
「新·咖喱飯宣言」（2005年）
- Animax 開局5周年記念廣告（2003年）
- 日本航空 北海道宣傳活動（2004年）
- SoftBank（2004年）
- エフティ資生堂 「SEA BREEZE」(2006年)
- UNIQLO（2007年4月 - ）
- 宝酒造 「タカラCANチューハイ 直搾り」（2007年）
- グンゼ （2008年 - ）
- 森永乳業 「マウントレーニア ダブルエスプレッソ」（2009年）
- 吉百利「ストライド」（2010年）
- 賽門鐵克「ノートン2011」（2010年）
- コスモライフ「コスモウォーター」（2012年 - 2013年）
- ヤマトホームコンビニエンス（2012年）
- Ladamode（2012年）
- サッポロビール「ホワイトベルグ」（2014年）
- CHAMPION（2014年）
- BODYWILD（2014年）

### PV
- Crystal Kay「Bye My Darling!」（2004年）
- 東方神起「Stand by U（Sweet Room ラスト・ラブver）」（2009年）

### 電玩
- 人中之龍4 傳說的繼承者（谷村正義）
- 雷頓教授VS逆轉裁判（成步堂龍一）

### 日語配音
- 《A.I.人工智慧》－喬(Gigolo Joe)
- 《暮光之城：蝕》－Edward Cullen
- 《邪恶力量》－山姆·温彻斯特/路西法（第1－2季）
- 《潘恩：航向夢幻島》－ 蓋瑞特·荷德倫/虎克船長

### 其他娛樂性節目
- 《世界ウルルン滞在記》（2002年、2007年，TBS）
- 《アリゾナの魔法》（2004年4月 - 2005年3月，日本電視台）
- 《情熱大陸》（2004年，TBS）
- 《エグザムライ （页面存档备份，存于）》（2008年） - TAKAHIRO

## 受賞
- 2004年，第41回日劇學院賞 助演男優賞（入圍，評審票選冠軍）（orange days）
- 2005年，第29回Elan d'or Awards賞 新人賞 受賞
- 2005年，CRYSTALLIZED STYLE AWARD 水晶時尚大獎（主辦：施華洛世奇）
- 2006年，第一回 Best JERSEYIST賞（主辦：adidas）
- 2007年，就任新喀里多尼亞旅遊親善大使[2]
- 2008年，FUR OF THE YEAR2008（主辦：日本毛皮協會）
- 2008年，カラーリングアワード2008 特別賞/俳優部門
- 2009年，WHISKY LOVERS AWARD 2009 『NEW WHISKY LOVER』
- 2016年，韓國「APAN Star Awards」（APAN明星獎）亞洲人氣明星

## 書籍

### 寫真集
- I'm...（2003年6月28日、オリコンエンタテイメント） ISBN 4871310531
- 成宮寛貴パーソナルブック「rah rah」（2003年12月18日、JUNON別冊・主婦と生活社） ISBN 4391128993
- Milk（2004年6月25日、蜷川実花撮影、集英社） ISBN 4087803937
- なりみやでした。（2009年12月5日、ワニブックス（日语：ワニブックス）） ISBN 4847018869
- 成宮寛貴10周年記念メモリアル本「Hiroki Narimiya Anniversary Book 10」（2010年7月1日、角川マーケティング（日语：角川マガジンズ）） ISBN 4048950940

## 影像作品
- Imagine（2004年3月17日、ポニーキャニオン）

## ミニオフショットBOOK
- ミニオフショットブックVol.1「モーニングコール～30分前です～」
- ミニオフショットブックVol.2「元気玉～3000円分の働き～」

## 外部連結
- 成宮寛貴 公式サイト （页面存档备份，存于）
- 平宮博重 公式サイト （页面存档备份，存于）
- HiroshigeNarimiya◾️平宮博重◾️的Instagram帳戶
- Hiroshige_Narimiya Official的X（前Twitter）
- 成宮寬貴在豆瓣上的资料（简体中文）
- 成宮寬貴在时光网上的簡介（简体中文）